# Todo es culpa de Freud
Todo es culpa de Freud es una película del 2014 dirigida por Paolo Genovese. El guion también es de Genovese y se basa en su novela homónima publicada por Mondadori. Fue estrenada en las salas de cine italianas el 23 de enero de 2014.

## Trama
Francesco (Marco Giallini) es un analista de cincuenta años, separado y con tres hijas: Sara (Anna Foglietta), una lesbiana que vuelve de Estados Unidos dispuesta a convertirse en heterosexual después de la enésima desilusión amorosa; Marta (Vittoria Puccini), que trabaja en la librería del abuelo; Emma (Laura Adriani), que tiene dieciocho años y mantiene una relación amorosa con Alessandro (Alessandro Gassman), un arquitecto de cincuenta años casado con Claudia (Claudia Gerini), la mujer de la que Francesco está enamorado. 
Cuando Francesco se entera de que Emma sale con un hombre de su misma edad, obliga a Alessandro a asistir a sus sesiones para ayudarlo oficialmente a poner fin al matrimonio. En realidad Francesco quiere que Alessandro vuelva con su mujer, descubriendo después que ella es la mujer de la que está enamorado. Sara, mientras tanto, empieza a divertirse con los hombres y prueba a adaptarse a las convenciones de una relación heterosexual, pero no lo consigue. Mientras, Marta descubre que un hombre que frecuenta mucho su librería, sin comprar nada, ha robado algunos libros. 
Una mañana Sara encuentra en un bar a Luca (Daniele Liotti) y empiezan una relación. Mientras tanto, Marta descubre que Fabio (Vinicio Marchioni), el hombre de los libros, es sordomudo y ha confesado que robó los libros para poder seguir las obras que representan en el Teatro de Roma, donde trabaja, que no es capaz de escuchar. Y los dos empiezan a verse buscando superar el obstáculo de la discapacidad del hombre. 
Con el tiempo Claudia y Emma se conocerán y cuando Alessandro se da cuenta de que ama a su mujer, ambas lo abandonan. Marta y Fabio pelean porque él no piensa que esté preparado para una relación. Mientras, Sara intenta suicidarse después de que Luca la dejara de repente por su prima Barbara. 
Francesco, entonces, sacrificando todos sus sentimientos por Claudia, halla un modo de que ella y Alessandro vuelvan a estar juntos. Emma entiende que su padre ha sacrificado la ocasión de estar con la única mujer que ha amado para salvar una relación donde su hija sólo sufrió, Mientras, Marta retoma la relación con Fabio, y Sara se enamora de una bombera que la salva del suicidio.

## Reparto
- Marco Giallini: Francesco
- Vittoria Puccini: Marta
- Anna Foglietta: Sara
- Vinicio Marchioni: Fabio
- Laura Adriani: Emma
- Daniele Liotti: Luca
- Alessandro Gassman: Alessandro
- Giulia Bevilacqua: Barbara
- Edoardo Leo: Roberto
- Claudia Gerini: Claudia
- Paolo Calabresi: Enrico
- Dario Bandiera: Ivano
- Maurizio Mattioli: Portero del estudio de Francesco
- Francesco Apolloni: Barista
- Alessia Barela: Laura
- Antonio Manzini: Marco Patassini
- Gianmarco Tognazzi: Andrea
- Michela Andreozzi: Profesora Macro
- Lucia Ocone: Adele

## Versión televisiva
Una versión más amplia del film se emitió el 17 y 18 de diciembre de 2014 en Canale 5, como miniserie televisiva.

## Reconocimientos
- 2014 - David di Donatello
  - Nominación Migliore attrice non protagonista a Claudia Gerini
  - Nominación David Giovani a Paolo Genovese

- 2014 - Nastro d'argento
  - Nominación Migliore commedia a Paolo Genovese
  - Nominación Migliore attrice non protagonista a Claudia Gerini
  - Nominación Migliore canzone originale (Tutta colpa di Freud) a Daniele Silvestri
  - Nominación Miglior casting director a Barbara Giordani

- 2014 - Ciak d'oro
  - Migliore canzone originale (Tutta colpa di Freud[2]) a Daniele Silvestri